# 月の蛇 〜水滸伝異聞〜
『月の蛇 〜水滸伝異聞〜』（つきのへび すいこでんいぶん）は、中道裕大による日本の漫画。『ゲッサン』（小学館）にて、2009年創刊号より2012年2月号にかけて連載された。

## 概要
原典『水滸伝』で英雄好漢の集まりとして描かれる梁山泊が、実際は悪辣な山賊集団という視点から物語が開始し、主人公たちと梁山泊集団との対決を描く。

## あらすじ
北宋末期、宮廷には奸臣がはびこり、政治は腐敗し世は乱れ、国中に賊があふれた。そんな中、庶民の間に、梁山泊には100を超える英雄好漢、義賊が集まり、腐敗した政府に抵抗している、として梁山泊を崇め立てる噂が広まっていた。だが、その梁山泊の頭領格が「黒い蛇矛の男」に次々と討たれる事件が発生する。果たして、梁山泊に挑戦するかのような行動を繰り返す一行の目的は、そして民衆が知らない梁山泊の正体とは…。

## 登場人物

### 主要人物
趙飛虎（ちょうひこ）
主人公。通称は「蛇矛の男」で、鋼をも断ち切る真っ黒な蛇矛を使う。翠華の命で梁山泊の頭領を次々と討ち取っているが、梁山泊討滅にはまったく興味が無く、ただ、梁山泊の豪傑との腕試しを楽しんでおり、有利な条件を捨ててでも、正々堂々とした勝負を望む。
元の名は趙優（ちょうゆう）といい、塞外に近い辺境の出身。幼い頃、家族を賊に殺され、自身も拉致され少年部隊に組み込まれてしまう。その頃は線が細く臆病な少年だったが、自身の弱さのために兄貴分であった信を殺され、強さに強い執着を見せるようになり、4年で数十人の官兵と切り結ぶまでの使い手になる。賊として延安府を襲撃した際、首領が府の部隊長・王進に討たれ、自身も王進に敗れ捕えられる。しかし彼にその才と強さへの執着心を見いだされ、いつでも勝負を挑んでいいという条件で配下となり、異民族や賊との戦いに明け暮れる。同時に闘争以外の楽しみも彼を通して知り、獣同然であった強さを求める姿勢に、「自分より強い奴がいるから」という理由が加わる。3年間、王進に挑み続けた武への探求心を認められたことと、王進が延安府にいられなくなったことから、王進から「月の蛇」の後継者に指名されこれを受け継いだ。
王進が失踪した後は、自身も延安府を離れ、「月の蛇」を受け継ぐ者の宿命として各地の豪傑と渡り合いながら旅を続け、その最中、梁山泊の幹部である董平に勝負を挑んでこれを討ったため、北京大名府の牢に入れられていたところを、その噂を聞いた翠華主従に梁山泊打倒への協力を条件に救出される。恩人を殺した牢番の蔡兄弟を倒した後、腹の底を見せない翠華から離れようとするが、直後現れた林冲の圧倒的な存在感に気圧され、さらに「月の蛇」と対をなす白い蛇矛の後継者である彼と戦うために翠華主従に従うことを決める。
規格外の得物の力だけではなく、素手での殴り合いも得意。一応、翠華とは主従関係にあるものの、これを敬うそぶりはまったく無い。また梁山泊討滅を悲願とする翠華に対して、飛虎はあくまで林冲を始めとする豪傑たちとの腕比べを望んでいるため、方針を巡って対立することもしばしば。しかし、彼女の芯の強さは買っており、その危機は身を呈して救うなど、旅の中で次第に絆が芽生えつつある。王進の影響か、酒好き、女好き。
江南の扈成邸から誘拐された翠華を救出するため梁山泊のアジトのひとつに乗り込んだ際、ついに林冲との初対決を迎えるが、彼の神がかった武技と二本の蛇矛の逃れえぬ宿命の前に惨敗。右目を失い、戦いに対する恐怖心を植え付けられてしまう。
祝翠華（しゅくすいか）
飛虎が「主君」と呼ぶ少女。飛虎が生かした穆弘を自らの手で惨殺し、トドメを刺さなかったことに激昂するなど、梁山泊を激しく憎悪しており、その討滅を悲願としている。その正体はかつて梁山泊と敵対し一村皆殺しにされた祝家荘の当主・祝朝奉の娘。
北京に囚われていた飛虎に梁山泊打倒への協力を要求、飛虎を救出するとともに、蔡兄弟に没収された獲物を奪還するという彼の課した条件を身体を張って達成し、なんとかこれを従わせる。勝気で高慢ともとれるほどプライドが高く、勝手気ままな飛虎の行動に手を焼いている。一方、梁山泊討滅に対してその威勢に怖気づき賛同者が全く現れなかった中、自身に従うことを約束し、憎まれ口を叩きつつも協力してくれている飛虎に対して強い信頼も寄せている。
青慈（せいじ）
幼少期から翠華の従者を務める少年。温和で礼儀正しい人物。情報収集や潜入を担当しており、別行動も多い。他に梁山泊打倒への協力者を各地で募っているが、現在のところ賛同者はいない模様。飛虎とは対照的に常に翠華を立てている。実は隠密だけでなく、殺人術をも習得しており、翠華に仇なす者に対しては徹底的に冷酷な人物。自身の主家筋に当たり、恩人である扈成でさえ、翠華を見殺しにしたと知った際には刃を向けようとした程である。

### 梁山泊
大宋を席巻する盗賊集団。百と八人の頭目からなる英雄好漢豪傑が集い、悪政に立ち向かい乱れた世を正す救世主と評判で、事実正規の軍を倒す強く統制されている戦闘集団であるが、本質は強盗となんら変わり無い。

#### 首脳陣
宋江（そうこう）
梁山泊を束ねる総統と呼ばれる男。渾名は「及慈雨」。短身痩躯に色黒といった風貌。塞内で絶大な支持を得ている人物で、飛虎一行の討伐よりも討たれた頭目の葬儀を優先させ、一兵卒の死にも涙を流す大変仲間思いの人物だが、一方で自らの敵対者は赤ん坊すら容赦なく殲滅し、背信行為や汚い策略も平気で使う極端な二面性を持つ人物。
呉用（ごよう）
梁山泊筆頭軍師。渾名は「智多星」。彼の徹底した組織統制と、隠蔽工作により、梁山泊は英雄好漢との評判を得ている模様。飛虎一行の素性を調べ上げ、選りすぐりの頭目を彼らに当てる方針を立てる。
公孫勝（こうそんしょう）
梁山泊の幹部。渾名は「入雲竜」。

#### 騎兵五虎将
林冲（りんちゅう）
元八十万禁軍槍術師範。渾名は「豹子頭（ひょうしとう）」。現在の梁山泊の礎を築いたとされ、「山塞中最強の武」と謳われ、五虎将の1人に名を連ねる。右頬に祝家荘襲撃の際出来た傷がある。彼の眼前に立った飛虎は、その威圧感から自身が斬殺される幻覚に襲われ、一歩も動くことが出来ないほどであった。
世の中全てに絶望しており、盲目でないにもかかわらず普段は両目を硬く閉じているが、北京で飛虎の持つ「月の蛇」の邪気を感じ取り、1年ぶりに克目し、いずれの再開を暗示する言葉を残して去る。
李俊たちが敗北した後、開かれた対策会議では飛虎に勝てる頭目は、自身を含めて本塞にも10人あまりしかいないと評している。
「月の蛇」と対になる白い蛇矛を所持しており、天才的な間合いの把握能力と相まって、たとえ相当の達人であっても彼の前では切っ先を掠めることすらできず倒されてしまう。先代の「月の蛇」の所持者・王進と戦いこれに勝利している。これらの因縁により飛虎が最も強く打倒を目指している人物。
翠華を誘拐し飛虎と対峙する花栄の援軍に駆けつけ、飛虎と対決するが、こともなげにこれをあしらい右目を失明する重傷を負わせ圧勝。この際、黒い蛇矛が白い蛇矛に絶対に勝てないという宿命を飛虎に教える。そのまま翠華ともども止めをさそうとするも十節度使の乱入と扈三娘の捨て身の覚悟の前にあえてこれを逃がす。この際、官軍に対して凄まじい憎悪を見せる一方、扈三娘が自分と相討ちになる力すら残っていないのを見抜きながら彼女の賭けに敢えて乗るなど複雑な内面を覗かせている。
董平（とうへい）
物語開始前に飛虎に討たれた人物。
梁山泊の幹部・五虎将の1人。渾名は「双槍将（そうそうしょう）」。梁山泊でも指折りの実力者だったが、東平府城内において飛虎と私闘を演じて討たれ、梁山泊頭目最初の死者となる。

#### 騎兵八彪将
花栄（かえい）
梁山泊八彪将筆頭。軽い性格の色男だが、「小李広（しょうりこう）」と渾名される梁山泊随一の弓の名手。その腕前は数里先の髪を二つに裂くとさえ言われ、梁山泊には初期から参画し数々の功績を挙げてきた。
北京で飛虎一行が蔡兄弟を倒した際、林冲とともに駆けつけ、城壁の上から蔡慶をなぶっていた囚人たちを射殺し、さらに翠華を狙い、これ庇った青慈に弓を射当てその技量を見せつける。
後、李逵、扈三娘とともに扈成の屋敷を襲撃し、翠華を拉致する。飛虎の怒りを煽るために翠華を処刑しようとするが、扈三娘の裏切りにあい阻止される。この展開は呉用によって予想済であり、潜ませていた項充、李袞を投入して逆に扈三娘に致命傷を負わせ、翠華ともども殺害しようと図るが、すんでのところで飛虎が乱入。項充、李袞を倒され盾を失い、逆に追い詰められる。しかし、そのことによって武人としての血が目を覚まし、飛虎と命がけの勝負を行おうとするも、林冲が現れて制止したため、そのまま飛虎と林冲の戦いを見届けることとなる。
なお彼も過去に林冲に挑んだことがあるようだが、どう決着したのかは不明。
穆弘（ぼくこう）
梁山泊の資金源のひとつである江南・掲陽鎮の歓楽街を取り仕切る人物で梁山泊八彪将の1人。血の気が多く、一度火がつくと何者にも止められないため「没遮欄（ぼっしゃらん）」と渾名される。六十二斤の大鉈を操り、剣ごと人間の胴をも断ち切る豪腕の持ち主。穆春から薛永が倒されたことを聞き、飛虎一行を襲撃に向かう。おめおめ逃げ帰ってきた弟に鉄拳制裁を加えるなど苛烈な人物。自ら名乗り出た飛虎と交戦、その実力は飛虎をして「ここに来て本物の豪傑と言える人物に出会った」と評されるが、規格外の破壊力と耐久力を持つ黒蛇矛に得物の大鉈を破壊される。それでも勝負を諦めずに、飛虎との素手と素手での決着を望み、激戦の末、敗北する。飛虎は再戦を期待してトドメを刺さなかったが、気絶し無防備になっていたところを、翠華によって胸を切り裂かれ殺害される。
史進（ししん）
梁山泊八彪将の1人。全身に竜の刺青を施し「九紋竜」と渾名される青年。両刃三尖刀の使い手。
元は史家村の庄屋の息子で、都を逃れた王進から武芸の手解きを受け、一番弟子を自認するほど彼を信望しており、どこの馬の骨とも分からない飛虎が「月の蛇」を受け継いだことに激しい怒りを燃やし（飛虎が王進から一切武芸を教わっていないことを知るとますます激怒した）、自らが「月の蛇」の真後継者であるとして飛虎に挑戦状を叩き付けた。
一番弟子と名乗ることもあり、飛虎の対決では彼をして「まるで王進と戦っているよう」と言わしめる実力を見せつける。さらに王進から餞別代りに教わった奥義「九天夢幻」によって一気に決着を図るが、それは飛虎が王進との戦いの中でいつか破ろうと対策し尽していた技であり、二度目を凌がれ返す刀で重傷を負わされる。ここで王進が、「王進と肩を並べる男」を目指していた自分ではなく「王進を超える男」を目指していた飛虎を後継者に選んだ真意を悟り敗北を認める。飛虎に止めを刺すよう促すが「自分だったら勝つまで何度でも挑む」と飛虎に拒否され、ついに飛虎を「月の蛇」の主として認め、そのことを楊志に伝えた後、治療のため山塞に搬送された。
楊志（ようし）
梁山泊八彪将の1人。功臣楊業の子孫であり、かつては禁軍に所属し、武挙を状元で合格した剣才の持ち主。関西の出身であるためか訛りが強く、文字通り日本の関西弁風の言葉で表現されている。蛇矛の男討伐のため、史進とともに選抜され、飛虎と喧嘩別れして盛り場でごろつきに絡まれていた翠華を助けるふりをしてこれを誘拐、翠華を餌に飛虎を誘いだし討とうと企む。
「青面獣」と渾名され、かつてはその通り右反面に大きな青痣があったが、そのことを軍の高官・高俅に辱められた際、その眼前で自ら焼き潰しており、現在はケロイド状の火傷で覆われ、普段は前髪で隠している。普段は飄々とした態度を取っているが、その本性は残虐かつ陰湿。顔の火傷のことに触れたり怯えた相手には激昂し、苛烈な制裁を加えるが、心的外傷を抱いているというよりは、ただ相手を甚振り優越感に浸るための口実にしているだけであり、自分の部下すら嬉々として嬲り者にする姿を見た翠華は「いままで随分酷い連中を見てきたが、その中でも最低の下衆」「火傷ではなく心根がただれ腐っている」と痛罵した。戦いに関しても戦う前にどれだけ有利な状況を作り出すかが重要であるとし、飛虎や史進のように真正面からの力比べを好む人物を、頭が足りないと見下している。
翠華を誘拐した後、古寺に飛虎をおびき寄せ数十人の部下で取り囲んで討とうするが、飛虎と駆けつけた青慈の前に部下が次々と討たれたため、自らが手を下そうと飛虎に挑みかかる。史進を上回る剣圧と速度で飛虎の攻撃をすべて片手でいなし、さらに史進や部下に負わされた傷を集中的に攻撃することで飛虎を圧倒するが、あまりに優位な状況での戦闘に馴れすぎ、食うか食われるかの真剣勝負への覚悟を忘れてしまっていたことが仇となり、相討ち覚悟で深く間合いに入り込み攻撃を当てに来る飛虎に次第に押され、最後は動揺した隙を突かれて袈裟切りにされ、最後まで自身の敗因を理解できぬまま死亡した。

#### 歩兵軍頭領
武松（ぶしょう）
梁山泊歩兵軍次席頭領。体術の達人であり、虎を殴り殺すほどの怪力の持ち主。僧形で渾名は「行者」。気性のさっぱりとした好漢であり、奸臣により乱れた世を立て直そうという志も持つ。偶然、飛虎一行と遭遇し、翠華に一目惚れするが、一行の正体を知ると、一転、飛虎に勝負を挑んだ。かなりショックが大きかったようで今まで惚れた女はことごとく失恋した模様。当初はその怪力と体術で飛虎を圧倒するも、「月の蛇」と林冲の存在についてほのめかす発言をしたため、林冲を求める飛虎が覚醒し逆転、皮一枚切られたところで敗北を認める。
実は梁山泊入山後、林冲に腕比べを挑んで半死半生の状態にされたことがあり、飛虎と林冲の間に大きな実力差がある事実を突きつけた。祝家荘襲撃に加わっていなかったため、翠華の追撃も受けず、再戦を宣言して去っていった。
李逵（りき）
歩兵軍頭領。渾名は「黒旋風」。鉄牛とも。色黒で毛むくじゃらの獣のような大男。二丁板斧を武器とし、それのみで家屋敷を倒壊させてしまうほどの怪物染みた戦闘力と、小刀程度ならま刺されてもまるで効果がないほど強靭な筋肉を持つ。その名を聞けば泣く子も黙る、梁山泊一凶暴な男。
燕青とともに抜け駆けを犯そうとした欧鵬、燕順一行を阻むが、口で説明するより先に欧鵬配下の従卒を何人も斬殺するなど、かなり短気な性格。一方で宋江には忠誠を誓い、そのためなら天子を手に掛けることすら厭わないと豪語する。
楊志が討たれたのち、蛇矛の男討伐に名乗りを上げ、花栄、扈三娘とともに扈成の屋敷を襲撃する。飛虎を浚われた翠華救出に向かわせるため、足止めを買って出た青慈と対決、青慈の攻撃を一切寄せ付けず肋骨を砕くなど終始優勢に勝負を進めるが、青慈が厨房から拝借した黒酢の目潰しを受け、視界が利かないまま古井戸を埋めた跡にまんまと誘導され、青慈を叩き潰そうとした斧で足元の蓋を破壊したためそのまま転落し自滅する。実は狭くて暗い所が苦手で、井戸に落ちる前後かなり取り乱していた。
燕青（えんせい）
歩兵軍頭領。渾名は「浪子」。小柄な美青年。山の規律を破り、無許可で飛虎一行を襲撃しようとした欧鵬、燕順一行を阻んだ。

#### 水軍頭領
李俊（りしゅん）
梁山泊水軍総帥。渾名は「混江竜（こんこうりゅう）」穆弘とは梁山泊入山以前から義兄弟の間柄で、武の穆弘と知の李俊で江州一体を仕切っていた侠客。普段は鉄爪の使い手。普段は冷静沈着で遜った侠客口調で話すが、感情が昂ぶると饒舌となり言葉遣いが荒くなる。穆弘の仇である翠華一行を討つため、美人局の香雲を使って飛虎を孤立させ、翠華、青慈の元には張兄弟を送り込み、さらに飛虎から蛇矛を奪い、毒を塗った刃で傷つけるが、飛虎を挑発しすぎたことと、激昂した飛虎の底力を見誤ったため顔面に強烈な一撃を浴び敗北した。
張横（ちょうおう）
梁山泊水軍頭領。穆弘、李俊の兄弟分。渾名は「船火児」で元は長江の追剥船頭。痩せぎすに泥鰌髭、顎から頬に掛けて傷がある。武芸を習ったことは無いが、胆力だけで技量が上の相手も屠ってきた。李俊の策を受け、翠華の宿を襲撃するが、事前に察知されており、部下を全員青慈に倒されたあげく、自身も瀕死となった部下に化けていた青慈に騙され殺害される。
張順（ちょうじゅん）
梁山泊水軍頭領。張横の弟。「浪裏白跳（ろうりはくちょう）」の異名をとり、七日七晩水に潜っていられると噂される水練の達人。凶悪な面相の兄に比べ、精悍な顔立ち。背中に鯉の刺青がある。兄の勝負を決めるのは胆力であり小手先の技は不要という信念に深く感銘を受けており、事実、達人と言われる相手でも戦場で倒してきた。兄を青慈に殺され激高し勝負を挑むが、一方的に押され、自らの信念も否定されたことにより、次元が違う相手の存在に恐慌状態となり逃走するが、水に飛び込もうとしたところを背中に飛刀を突き刺され転落、現在生死不明。

#### 小頭目
李忠（りちゅう）
梁山泊の頭目。「打虎将」の渾名を持つ。公徳の村を襲撃したところを飛虎と対峙。鋼造りの棍棒を得物とするが、その武芸を「道場稽古」と嘲られた挙句、棍棒ごと蛇矛で切り倒される。死の直前、梁山泊にさらなる猛者が大勢いることを飛虎に伝えた。
周通（しゅうとう）
梁山泊の頭目で李忠の弟分。渾名は「小覇王」。女好き。李忠とともに略奪を行っていたが、飛虎に挑みかかり瞬殺された。
穆春（ぼくしゅん）
梁山泊の頭目で、穆弘の弟。渾名は「小遮欄」。穆弘の威光を傘に掲陽鎮で我が物顔に振舞っているが、実態はただのチンピラ。特徴的な髪型の持ち主で飛虎曰く「キノコ」。薛永をけしかけ飛虎を討とうとするが、それが返り討ちにあうとあっさり逃げ出し、穆弘に一連の事態を伝えた。穆弘と飛虎の決闘を見守っていたが、敗れた穆弘を眼前で「主君」に惨殺され慟哭する。
薛永（せつえい）
掲陽鎮詰めの梁山泊の頭目。渾名は「病大虫」。李忠と親しく、彼を殺した飛虎打倒を穆春に宣言。大道芸人に化けて飛虎を奇襲した。剣の使い手で、すばやい動きで飛虎を翻弄するが、彼の挑発に乗って足を封じられ、川に斬り落とされた。
童威（どうい）、童猛（どうもう）
李俊の舎弟でよく似た容姿の兄弟。渾名はそれぞれ「出洞蛟（しゅつどうこう）」「翻江蜃（はんこうしん）」ともに頬と二の腕に易の卦を模した刺青を施している。ともに匕首を得物とするが、真の価値は驚異的打たれ強さにあり、飛虎の鉄拳を受けてもまったく怯まないほど。李俊の策により孤立した飛虎を襲撃し、蛇矛を強奪、丸腰の飛虎を追い詰めるが、武器無しでの打倒は不可能と見た飛虎の宿の二階から下を流れる河に蹴落とすという奇策を受け、強制的にその場から退場させられた。なお、童威の匕首にはあらかじめ強力な神経毒が塗られていた。
燕順（えんじゅん）
青州清風山を治める山賊。渾名は「錦毛虎」。豪放磊落な人物。梁山泊入山後も民衆から略奪を行うなどしている。梁山泊でも古参の部類に入る頭目だが、現在の本塞の方針や自身の現在の席次に不満を抱いており、反抗的な態度を取っていた。
飛虎によって自身より上席の頭領が3人も討たれたことにより、今まで不動だった席次の変動があると考え、欧鵬を焚き付け、飛虎を他の頭目に先んじて討ち取り、自身が幹部の席に収まろうと目論んだ。しかし、既に首脳陣には察知されており、燕青と李逵に阻まれ、李逵のビンタ一発で失神させられる。
欧鵬（おうほう）
黄門山を治める山賊。渾名は「摩雲金翅」。鷲鼻、羽飾りのついた外套を愛用する。燕順のように表立って反抗はしていないが、やはり本塞の方針に不満を抱いており、燕順の誘いに乗って、他の頭目が討たれた頭目の葬儀に出席している最中に、飛虎一行の首を挙げ、幹部昇格を狙った。
しかし、動きを察知した燕青、李逵に阻まれ、手柄欲しさではなく義侠に駆られての行動という弁明も通じず、李逵に腹心の部下たちを斬殺され、燕青に塞の命令の絶対遵守を凄まれ、ついにこれを諦めた。
鄧飛（とうひ）
本塞詰めの小頭目。鎖鉄球の使い手。賭場荒らしを行い仲間を殺されて逃げ帰ってきた部下に死をもって恥を注ぐよう厳命するが、宋江に諭され部下を殺害した牛金一味に報復を行う。
扈三娘（こさんじょう）
梁山泊の女頭目であり、「一丈青」と渾名される双刀の達人。
実は梁山泊に滅ぼされた独竜岡三家荘の1つ扈家荘の令嬢であり、翠華の兄・祝彪とは許嫁で、翠華も実の姉のように慕っていた。祝家荘が滅ぼされた夜、梁山泊が扈家荘との不戦協定を反故にすることを見抜き、扈成らの制止を振り切って単独で祝家荘救援のため出陣、そのまま戦死したと思われていたが、実は家族や許嫁の仇であるはずの梁山泊の仲間となっていた（原典では小頭目の1人・王英と結婚させられていた）。
李逵、花栄らとともに扈成の屋敷を襲撃、その変貌に当惑する翠華の喉元に刃を突き付けそのまま拉致してしまう。しかし花栄が翠華を処刑しようとした際、これに反逆。彼女は梁山泊への恨みを忘れておらず、報復と翠華を梁山泊の魔手から救うのが襲撃参加の目的だった。花栄に対しては相討ち覚悟で彼の矢を受け間合いに侵入、一気に討ち取る戦法を立てるがこれらは呉用によって見抜かれており、花栄が伏せていた項充、李袞に刃を阻まれ、花栄の矢から翠華を庇って肺腑を射ち抜かれ致命傷を負う。
止めを刺される寸前に飛虎が乱入、梁山泊側も林冲が到着し二人の決戦となるが飛虎は惨敗。ここで、自身の希望である翠華とその翠華の希望である飛虎を逃がすため、林冲の前に立ち塞がり斬殺された。林冲は彼女が既に刀も振るえない状態であることを見抜いていたが、その覚悟の前に敢えて彼女の望み通り飛虎らを逃がし、止めを刺す寸前には最大級の賛辞を贈っている。
項充（こうじゅう）、李袞（りこん）
呉用によって扈三娘の裏切りを察知した花栄が保険のために連れてきた小頭目。渾名はそれぞれ「八臂哪吒（はっぴなた）」「飛天大聖」。
項充は全身黒尽くめの口ひげを蓄えた冷静沈着な男。李袞は猿のような身軽な男で、「キキッ！」などの奇声しか話さない。両者とも団牌の名手であり防御能力に関しては梁山泊随一。またそれぞれ背中に差し挟んだ二十四本の飛刀、飛槍を投擲して戦う。花栄の第一射を相討ち覚悟で受け、間合いに入り込んで討とうとした扈三娘を団牌で阻み彼女の目論見を粉砕した。項充が扈三娘の攻撃をことごとく防御し、花栄と李袞が飛び道具で援護することによって三娘と翠華をじわじわと追い詰めて行くが、止めを刺す寸前に飛虎が乱入。背後から奇襲をしかけようとした李袞は一撃で斃され、飛虎の前に立ちはだかった項充も団牌ごと「月の蛇」に両断された。
蔡福（さいふく）
物語開始前に飛虎に討たれた人物。
北京牢城の役人でありながら梁山泊と内通し頭目の地位を得ていた。肥満体で飛虎曰く「肉まん」。人の痛み苦しむ様を見て快感を覚える歪んだ性癖の持ち主で、弟・蔡慶をけしかけ独断で罪人を嬲っていた。渾名は「鉄臂膊（てっぴはく）」で、金棒を武器とし、弟に負けず劣らずの怪力。董平を殺した飛虎を逮捕しこれを私刑にかけ処刑しようとしていたが、彼を救出するべく潜入した青慈が牢城に放火。逃亡しようとした囚人を弟とともに殺していた所で飛虎と遭遇、丸腰の彼を兄弟で嬲り者にするが、翠華が飛虎の黒蛇矛を火中から取り戻したため形勢逆転。飛虎を救出しようとしていた黄牛を惨殺していたため、彼の怒りを買っており、一撃で縦真っ二つされた。
蔡慶（さいけい）
蔡慶の弟で北京の役人。渾名は「一枝花」。兄同様肥満体。素手で人間の首を捩じ切る怪力の持ち主で、蔡福の番犬と呼ばれている。普段は温厚で愚鈍な人物だが、それゆえに兄・蔡福のおもうがままであり、「悪いことをした人間は罰しなければならない」の一言で豹変し罪人に対して凄惨な私刑を行う。北京牢城に放火された際、兄に従い錘で逃げ出した囚人を殺していたが、そこで脱出途中の飛虎と遭遇。兄と共に丸腰の彼を追い詰めるが、その手に得物が戻ると形勢逆転し、右腕を切り落とされる。兄がいないと何も出来ないため、敗北後、今まで虐待してきた囚人たちに袋叩きにされるが、花栄と林冲に救出される。

### 宋
徽宗（きそう）
宋国の第八代皇帝。穏やかな人物だが史実通り風流を好むため、梁山泊討伐により財政のひっ迫を知ると眉をしかめるなど、治世に関しては無能な面を見せる。
宿元景（しゅくげんけい）
物語開始前、北京の牢獄で飛虎と同部屋だった老人。物語の終盤に青慈と再会し、宋の太尉である事が語られる。翠華達を梁山泊討伐の為の戦力として加え、更に十節度使を召喚して戦に挑もうとするも、土壇場で高俅に指揮権を委譲する事になってしまう。原典では親梁山泊派の人物。
韓玲綺（かんれいき）
韓存保を「ジジイ」と呼ぶ女性で、雲中雁門節度使代理。物語開始前、雲州で賊と戦っている際に飛虎に助けられて以来、彼に惚れている。
王換（おうかん）
十節度使の一人。大柄な体格で、剃髪している。宿元景に従い徐京と梅展と共に、飛虎一行の捜索にあたっていた。青慈の殺気や暗器に気付くなど相当の手練れだが、最後は林冲と一騎打ちをし討ち取られる。
徐京（じょけい）
十節度使の一人。糸目が特徴。林冲と戦う飛虎一行の救出に参加し、その後は飛虎の心の傷を心配していた。梁山泊討伐においては花栄の部隊と交戦するも、花栄に射殺されてしまう。
梅展（ばいてん）
十節度使の一人。顔に十字傷があり、目付きも鋭い。林冲を見てすぐに刃を交えようとするなど血気盛んな性格。梁山泊討伐の最中、討ち死にした。
高俅（こうきゅう）
禁軍を牛耳る高官で殿帥府大尉。風流をこよなく愛し、美しくないものは嫌悪の対象である。楊志の青痣を疎んでこれを辱め、彼が痣を焼き潰す原因を作った。
童貫（どうかん）
原典通り禁軍を率いる。宿元景による十節度使の召喚を自身への侮辱と見なし、宿元景を糾弾する。
楊戩（ようせん）
梁山泊討伐を図る宿元景を糾弾。節度使の召喚は地方の守りを削ぐ事になり必要は無いと言うも、その実は彼に手柄を取られたくないという一心であった。

### その他
公徳（こうとく）
建康府にある酒場で姉と共に働く少年。梁山泊を英雄と思っていたが、町を襲撃した賊の正体が梁山泊と知り、愕然とする。その後、強い男になろうと思い飛虎に弟子入りを志願するが拒否された。が不器用な飛虎の内面を代弁した青滋から自身の本当に守りたい者がいることを指摘され、姉を守れる強い男になること誓う
黄牛（こうぎゅう）
物語開始前に死亡した人物。
北京牢城の雑用。北京付近の村出身だが、梁山泊の略奪によって両親が殺され、村も壊滅した。北京の牢に入れられた飛虎が董平を倒したことを聞き、その舎弟になって梁山泊を倒すのに協力したいと申し出る。飛虎を牢から逃がそうとするが、蔡兄弟に見つかり嬲り殺しにされ、その首は蔡福によって飛虎の獄舎に届けられた。
香雲（こううん）
李俊の愛人。飛虎を手練手管で誘い込み、翠華から孤立させた。強い男が好きとのこと。回想で張横に婚約者を殺害された妓楼に売られた女と似ているが同一人物かは不明。
祝朝奉（しゅくちょうほう）
翠華の父。武芸者を多く抱えた武荘、祝家荘の主。隻眼。2万の兵力と鉄壁の守備を誇っていたが、梁山泊と交戦し一夜にして全村皆殺しにされた。
祝彪（しゅくひょう）
翠華の三兄。彼も武芸の達人。翠華を一番可愛がっており、祝家荘全滅の際、翠華を逃がすために囮となり死亡する。
馬兄弟（ばきょうだい）
某町で賭けでの腕相撲を行っていた兄弟。弟が飛虎に敗北したが、逆に因縁をつけて掛け金を払おうとせず、偶然居合わせた武松に筋が通らないとして、制裁され、三十両を支払わされた。
信（しん）
趙優（飛虎）が拉致された盗賊団の少年部隊の隊長。自身も拉致され賊に組み入れられた過去を持つ。優の兄貴分的存在となるが、ある城を襲撃した際、怖気づいて動けなくなっていた優を庇い致命傷を負う。これに発奮してその敵を倒した優を「お前はもっと強くなれる」と励ますが、最後は痛みと迫る死への恐怖で錯乱状態となりそのまま絶命。その悲惨な最期を目の当たりにしたことと、彼の死に対する自責の念から優は修羅の道を歩むこととなった。
王進（おうしん）
元八十万禁軍教頭で宋国に冠たる武人の1人。「月の蛇」の先代の継承者。酒好きの女好き。さる高官に命を狙われて延安府に落ち延び、そこで守備隊長を務めている中、賊の一人として趙優と戦いこれを捕えた。彼の鼻先に走る傷はこの時、王進が付けたもの。その後、いつでも勝負を挑んでいいという条件付きで彼を部下にし、飛虎の名を与える。直接武芸を指導したことはなかったが、人としての道を彼に教えその人格形成に大きな影響を与えた。ついに飛虎は王進を負かすことができなかったが、三年間挑み続けた根性を買ったことと延安府にまで刺客が現れたことから、月の蛇を飛虎に託し、そのまま行方をくらませた。
牛金（ぎゅうきん）
済州府の侠客。自らが牛耳る賭場でイカサマを行った梁山泊一味を名乗るごろつき二人を殺害する。相手のハッタリと予想しての行為だったが、彼らは実際に梁山泊の頭目・鄧飛の配下であり、梁山泊の報復を受け妻子郎党ともども皆殺しにされた。
扈成（こせい）
江南の豪商。元は祝家荘と盟約を結んでいた独竜岡三家荘の1つ・扈家荘の当主。扈三娘の兄で翠華とは許嫁の間柄。
祝家荘が梁山泊に滅ぼされた際は、梁山泊と不戦協定を結び祝家荘への援軍を出さなかったが、約束を反故にした梁山泊に扈家荘は滅ぼされ、江南へと逃れた。その後、祝家荘から生き延びた翠華と青慈を匿い養うが、梁山泊を恐れ彼らの復讐には反対していた。飛虎の武勇が翠華が梁山泊討滅の夢に火を着けたとし、梁山泊と争う限り翠華は幸せになれないと飛虎を屋敷から出ていくように仕向け、さらに翠華と祝言を挙げようとするが、その夜、梁山泊の花栄、李逵、さらに梁山泊入りしていた扈三娘が屋敷を襲撃、結局我が身可愛さから翠華を渡してしまい、激怒した青慈に殺されかけ、さらに戻ってきた飛虎に「（青慈が）手を汚す価値も無い」と殴り倒される。

## 用語
月の蛇
趙飛虎の得物で、刃も柄も真っ黒な蛇矛。鋼や石造も切り裂く破壊力と、異常なまでの耐久力を持つ。飛虎曰く「貰い物」らしく、どういった由来のものであるかは本人も知らず、その名は林冲の口から語られた。

## 単行本
- 中道裕大『月の蛇 〜水滸伝異聞〜』 小学館〈ゲッサン少年サンデーコミックス〉、全7巻
  1. 2009年11月12日初版発行 ISBN 978-4-09-122104-9
  2. 2010年2月12日初版発行 ISBN 978-4-09-122219-0
  3. 2010年7月12日初版発行 ISBN 978-4-09-122386-9
  4. 2010年12月10日初版発行 ISBN 978-4-09-122619-8
  5. 2011年5月12日初版発行 ISBN 978-4-09-122838-3
  6. 2011年11月11日初版発行 ISBN 978-4-09-123289-2
  7. 2012年3月12日初版発行 ISBN 978-4-09-123512-1